# Edwin Waugh
Pour les articles homonymes, voir Waugh.
Edwin Waugh, né le 29 janvier 1817 et mort le 30 avril 1890, est un poète anglais. 

## Biographie
Fils d'un cordonnier, Waugh naît à Rochdale, dans le Lancashire en Angleterre. Après quelques années de scolarité, il fait à l'âge de 12 ans, son apprentissage chez un imprimeur, Thomas Holden. Jeune homme, il travaille comme compagnon imprimeur, voyageant un peu partout en Grande-Bretagne, mais retourne finalement à son ancien travail à Rochdale. 